# ГЕС Катенде
ГЕС Катенде — гідроелектростанція, що споруджується на півдні Демократичної Республіки Конго, за 50 км на південь від Кананги (адміністративний центр провінції Лулуа).
Станція використовуватиме гідроенергетичний потенціал річки Лулуа (права притока Касаї, яка в свою чергу є лівою притокою Конго). Генеральним підрядником будівництва, яке стартувало у 2011 році, стала індійська компанія Angélique International, а 60 % фінансування надав Експортно-імпортний банк Індії.
Вода подаватиметься до машинного залу по каналу довжиною 345 метрів, шириною 50 метрів та глибиною 12 метрів, бетонування якого почалось у середині 2015-го.
Основне обладнання станції складатимуть чотири турбіни типу Каплан потужністю по 16 МВт, які працюватимуть при напорі у 15,1 метра.
Окрім споруд власне ГЕС, буде зведена підстанція, розрахована на напругу 132 кВ. На неї та лінії електропередачі піде 120 млн доларів США із загальної вартості проекту у 400 млн доларів США.